# Bisacodyl
Bisacodyl (INN) là một hợp chất hữu cơ được sử dụng làm thuốc nhuận tràng kích thích. Nó hoạt động trực tiếp trên đại tràng để tạo ra một phong trào ruột. Nó thường được quy định để làm giảm táo bón cấp và mãn tính và để kiểm soát rối loạn chức năng ruột thần kinh, cũng như một phần của việc chuẩn bị ruột trước khi kiểm tra y tế, chẳng hạn như nội soi.
Bisacodyl là một dẫn xuất của triphenylmethane. Nó lần đầu tiên được sử dụng như một thuốc nhuận tràng vào năm 1953 vì sự tương đồng về cấu trúc của nó với phenolphthalein.

## Các hình thức có sẵn
Bisacodyl được bán trên thị trường dưới tên thương mại Dulcolax / Durolax, Muxol, Hạm đội, Nourilax, Alophen, Correctol, và Carter's Little Pills (trước đây Carter's Little Liver Pills), cũng như có sẵn quát. Nó thường được bán là 5   viên nén 10 mg   thuốc đạn mg, hoặc 5   mg thuốc đạn nhi. Nó cũng có sẵn như là một 1,25 ounce chất lỏng Mỹ (37 ml) thuốc xổ đóng gói sẵn có chứa 10   mg giao liều bisacodyl lỏng.

## Quản trị
Khi bisacodyl được dùng bằng đường uống, nó thường được dùng khi đi ngủ. Quản lý bằng miệng được biết là không tạo ra hành động nào trong hơn tám giờ và sau đó hoạt động đột ngột và tương đối nhanh chóng. Điều này đặc biệt đúng nếu hơn 10   mg được thực hiện cùng một lúc. Thông thường, liều lượng là 5 hoặc 10   mg, nhưng lên đến 30   mg có thể được thực hiện để làm sạch hoàn toàn ruột trước khi làm thủ thuật.
Khi dùng trực tràng ở dạng thuốc đạn, nó thường có hiệu quả trong 15 đến 60   phút Để sử dụng tối ưu, nếu được sử dụng như thuốc đạn, nên dùng bisacodyl sau khi ăn sáng để đồng bộ hóa với phản xạ dạ dày ruột. Hai viên đạn có thể được chèn cùng một lúc nếu cần một kết quả rất mạnh, có tính tẩy, giống như thuốc xổ. Một vài giờ sau khi sơ tán ban đầu, có thể có một hành động thứ cấp sẽ tiếp tục miễn là có bisacodyl chưa được khai thác có trong trực tràng.
Là một thuốc xổ vi sinh được chuẩn bị thương mại, nó thường có hiệu quả trong 5 đến 20 phút.

## Cơ chế hoạt động
Bisacodyl hoạt động bằng cách kích thích các dây thần kinh ruột để gây ra nhu động, tức là co thắt đại tràng. Nó cũng là một thuốc nhuận tràng tiếp xúc; nó làm tăng tiết dịch và muối. Tác dụng của bisacodyl trên ruột non là không đáng kể; thuốc nhuận tràng kích thích chủ yếu thúc đẩy sơ tán đại tràng.